# WASP-4b
WASP-4b是位於鳳凰座，距離大約1,000光年的一顆系外行星，這顆環繞著WASP-4的行星是在2007年10月發現的。這顆行星的質量和半徑顯示它是類似木星的氣體巨星 。WASP-4b非常靠近母恆星，因此歸類為熱木星，使得大氣層的溫度大約是1650K。
這顆行星是使用SuperWASP專案的照相機在南非發現的。在發現之後，使用WASP-4的徑向速度測量出WASP-4b的質量，並且經由凌日法確認這是一顆行星。 

## 外部鍊結
维基共享资源上的相關多媒體資源：WASP-4b
- .   [2008-07-02]. （原始内容存档于2011-01-31）.
- (PDF). 2007-10-30  [2008-07-02]. （原始内容 (PDF)存档于2010-06-12）.